# Alberto Fernández (football, 1943)
Pour les articles homonymes, voir Alberto Fernández (homonymie).
Alberto Fernández Fernández, appelé Alberto Fernández ou simplement Alberto, est un footballeur espagnol né le 19 novembre 1943 à Candás (es). Il évoluait au poste de milieu de terrain.

## Biographie
Alberto Fernández débute au Sporting Gijón en 1962,,.
Il rejoint le Real Valladolid en 1968, club qu'il représente une unique saison,.
En 1969, Alberto est transféré à l'Atlético de Madrid,.
Il joue son premier match en première division espagnole le 14 septembre 1969, lors d'un déplacement sur la pelouse du FC Séville (victoire 0-1). Il inscrit son premier but en Liga une semaine plus tard, lors de la réception de l'UD Las Palmas. Toutefois, l'Atlético s'incline 1-2. Le 2 novembre 1969, il marque son premier doublé, sur la pelouse du FC Barcelone, permettant à son équipe de l'emporter 1-2.
Avec l'Atlético, il est Champion d'Espagne en 1970,.
Alberto dispute alors la campagne de Coupe des clubs champions en 1970-1971, il joue six rencontres dont les demi-finales aller et retour contre l'Ajax Amsterdam,.
Il remporte à nouveau le Championnat en 1973,.
Lors de la campagne de Coupe des clubs champions 1973-1974, il est un élément-clé, disputant 8 des 10 rencontres de la compétition. L'Atlético progresse jusqu'en finale, en s'inclinant contre le Bayern Munich (match nul 1-1 puis défaite 0-4), Alberto dispute quelques minutes en sortant du banc lors du 1er match et est titulaire au match d'appui,.
Il est titulaire contre le CA Independiente lors de la Coupe intercontinentale de 1974. Le club madrilène remporte alors la consécration internationale à l'issue de la compétition,.
Avec un dernier titre de Champion d'Espagne, il dispute cinq matchs de la campagne 1977-1978 de la Coupe des clubs champions,.
En 1979, il raccroche les crampons,.
Alberto joue au total avec l'Atlético 280 matchs en première division espagnole pour 15 buts marqués. Au sein des compétitions européennes, il dispute 19 matchs de Coupe des clubs champions, 12 matchs de Coupe des vainqueurs de coupe et 3 matchs de Coupe UEFA/Coupe des villes de foire pour aucun but marqué. Il joue également deux matchs en Coupe intercontinentale.

## Palmarès
Atlético de Madrid
| - Championnat d'Espagne (3) : - Champion : 1969-70, 1972-73 et 1976-77. - Vice-champion : 1973-74. - Coupe d'Espagne (2) : - Vainqueur : 1971-72 et 1975-76. - Finaliste : 1974-75. |  | - Coupe intercontinentale (1) : - Vainqueur : 1974. - Coupe des clubs champions : - Finaliste : 1973-74. |